# Asthenes griseomurina
Asthenes griseomurina là một loài chim trong họ Furnariidae.